# 陸瑁
陆瑁（2世紀？—239年），字子璋，吳郡吳縣（今江蘇省蘇州市）人。东吴丞相陆逊之弟，自己也是重臣之一。其孫陸曄和陸玩都是東晉時期著名士族領袖和大臣。

## 生平
陸瑁少年好学，於嘉禾元年（232年）受東吳朝廷徵召，擔任議郎、選曹尚書。同年，曹魏遼東太守公孫淵派使者到東吳，向孫權稱藩。孫權十分高興，於是在次年就派太常張彌、執金吾許晏等循海路帶著金銀財寶和賜九錫的各種物品送給公孫淵。但公孫淵卻在他們到後將張彌等人殺害，並送他們首級到曹魏朝廷。孫權知道後十分憤怒，打算親征遼東。陸瑁前後寫了《陸瑁諫吳主孫權書》和《陸瑁復諫吳主孫權書》，以曹魏大敵在近，而遼東位置偏遠，應先集中力量對抗近強敵而非花費軍力去遠征遼東反對孫權征伐遼東的計劃，終得孫權嘉許其論理詳實，並接納他的建言，打消遠征念頭。
赤烏二年（239年），陆瑁逝世。

## 性格特徵
- 陸瑁有義行，改居會稽的同郡人徐原與陸瑁素不相識，但徐原臨死時寫了一封託孤信給陸瑁，陸瑁就因而為徐原建墓，並收養和教導徐原的兒子。堂叔父陸績死時，遺下只有數歲的二子一女，陸瑁亦撫養他們至成人。
- 陳融、濮陽逸（濮陽興之父）、蔣纂、袁迪等孤貧但有志向的士人曾經與陸瑁交往，陸瑁當時物資雖然不多，但仍然與他們分享，豐儉與共。

## 家族

### 祖輩
- 陸紆，字叔盤，東漢城門校尉，敏淑有思學。
- 陸駿，字季才，官至九江都尉。淳懿信厚，為邦族所懷。

### 兄長
- 陸遜，東吳名將、丞相。

### 子
- 陸喜，瑁次子。在東吳官至吏部尚書，吳亡後下野，後獲西晉任命為散騎常侍。
- 陸英，瑁三子，陸喜弟。晉高平國相，員外散騎常侍。

### 孫
- 陸育，陸喜子，晉尚書郎，弋陽太守。
- 陸術，陸喜子。
- 陸舉，陸喜子。
- 陸粹，陸喜子。
- 陸曄，陸英子，東晉官至左光祿大夫，開府儀同三司。
- 陸玩，陸英子，陸曄弟，官至司空。
- 陸瓘，陸英子，陸玩弟，晉中書侍郎。

## 延伸阅读
[在维基数据编辑]
 在维基文库阅读此作者作品
 《三國志/卷57》，出自陳壽《三國志》